# Josef Durrer
Josef Durrer, né le 24 janvier 1841 à Kerns (originaire du même lieu) et mort le 26 avril 1919 à Sarnen, est un entrepreneur et une personnalité politique suisse, membre du Parti radical-démocratique.
Il est conseiller d'État du canton d'Obwald de 1906 à 1910.

## Biographie

### Origines et famille
Josef Durrer naît le 24 janvier 1841 à Kerns. Il est originaire du même lieu.
Son père, Franz Josef Durrer, est maître menuisier ; sa mère est née Anna Maria Durrer.
Il épouse Anna Maria Gasser à une date inconnue.

### Formation
Après l'école primaire, il apprend la menuiserie chez son père.

### Parcours entrepreneurial
En 1864, il crée avec son futur beau-frère Franz Josef Bucher (de) la maison Bucher & Durrer (scieries, construction de maisons d'habitation et d'étables), puis en 1868 une parquetterie à Kägiswil.
Les deux hommes se lancent un an plus tard dans la construction et l'exploitation d'hôtels (hôtel Sonnenberg à Engelberg en 1869-1870, grand hôtel Bürgenstock en 1871-1873). À partir de 1886, leur entreprise participe également à la construction de tramways et de funiculaires (Lugano en 1886, Gênes jusqu'en 1892) et d'usines électriques (Buochs en 1887, Maroggia en 1889-1890).
Franz Josef Bucher était plutôt l'entrepreneur, tandis que Josef Durrer était le concepteur et technicien de ces projets. Ce dernier invente par exemple pour le funiculaire du Stanserhorn, ouvert en 1893, un nouveau frein de secours automatique à mâchoire. Il se spécialise à partir de 1880 dans le commerce et le travail du bois en Europe du Sud-Est, achète d'immenses forêts en Transylvanie, en Bulgarie, Valachie et en Moldavie et crée en Roumanie de grandes entreprises de travail du bois, qui exportent également en Allemagne et en Suisse.
À la dissolution de la maison Bucher & Durrer en 1895, Franz Josef Bucher reprend les hôtels, les voies ferrées et les usines électriques, et Josef Durrer le bois et la construction.
En dépit d'une instruction sommaire, il réussit à devenir un pionnier de la technique et un entrepreneur d'envergure internationale.

### Parcours politique
En 1906 Josef Durrer, qui est membre du Parti radical-démocratique, est élu conseiller d'État du canton d'Obwald à la place du candidat officiel. Il démissionne quatre ans plus tard.

### Mort
Il meurt le 26 avril 1919 à Sarnen, dans le canton d'Obwald.

## Distinction
- 1898 : docteur honoris causa de la faculté de droit et de sciences politiques de l'Université de Zurich[2]